# Dietrich Keller
Dietrich Keller (Magonza, 18 ottobre 1943) è un ex cestista tedesco.

## Carriera
Con la Germania Ovest ha disputato i Campionati europei del 1971 e i Giochi olimpici di Monaco 1972.

## Palmarès
- Campionato tedesco: 3

Bayer Leverkusen: 1971-72
Heidelberg: 1972-73, 1976-77